# Palazuelos
Palazuelos es una localidad española del municipio de Sigüenza, situada en el norte de la provincia de Guadalajara, en la comunidad autónoma de  Castilla-La Mancha. Está ubicada a 7 km al noroeste de la ciudad de Sigüenza por la carretera CM-110. 
Palazuelos posee una traza urbanística medieval que se mantiene todavía intramuros del conjunto fortificado del siglo XV, conservado prácticamente en su totalidad y protegido con la figura de bien de interés cultural con la categoría de Conjunto Histórico.

## Geografía física
La villa de Palazuelos se encuentra en las estribaciones del sistema Ibérico (enclavado en la sierra Ministra: entre las montañas que rodean Sigüenza y la sierra de Bujalcayado) enclavado en un amplio valle sin nombre, generado por la acción del arroyo Vadillo. La localidad se levanta a media altura de una montaña que recibe la denominación oficial de Alto de El Monte (1124 m).  La localidad se encuentra integrada en el décimo tramo de la Ruta de Don Quijote y en la Ruta del Románico Rural o de la Marca Media.
El lugar posee abundantes nacimientos de agua que confluyen en un arroyuelo que desemboca en el Vadillo. En ambas márgenes existen terrenos aptos como huerta, mientras que el resto del término se divide entre vega cerealista "de secano" y la masa boscosa que ocupa la mayoría de la cima de El Monte.
Los regímenes de lluvias y de temperatura describen un clima mediterráneo profundamente continentalizado, en la que los inviernos son especialmente crudos (con mínimas medidas en Sigüenza de hasta -20 °C). Con el cambio climático los ciclos de sequía se están acelerando sufriéndose el agotamiento de los manantiales en numerosas ocasiones desde los años 1950, causando evidentes problemas para garantizar el suministro de agua a la localidad. El Monte, sin embargo, encierra un importante acuífero que está siendo objeto de estudio y perforación por parte del Ayuntamiento de Sigüenza sin que esté aclarado si el agua se empleará para asegurar el consumo de la capital municipal, de Palazuelos, de ambas, o si se empleará para permitir la construcción de un complejo residencial con un campo de golf sobre un alto situado a mitad de camino de ambas localidades, cercano al antiguo emplazamiento de la desaparecida localidad de Séñigo.

### Recursos naturales
Debido a los importantes valores naturales que atesora, Palazuelos se encuentra situado dentro de los límites de la Zona de Especial Protección para las Aves y Lugar de Importancia Comunitaria del Valle y salinas del Salado. Su término incluye variados y espectaculares parajes naturales ideales para el senderismo o la observación de aves. 
Dos son los ecosistemas principales dentro del término de Palazuelos. En el mismo valle del arroyo Vadillo (donde se enclava la villa) se extiende la estepa cerealista castellana cortada por bosques de chopos en los márgenes de los cursos de agua. El otro ecosistema principal lo constituye la impresionante masa forestal que ocupa la cima de El Monte. 
En este espléndidamente conservado bosque se pueden encontrar grandes masas de encina, con ejemplares enormes como la "carrasca alta" (incluida por la Fundación "Leyendas Vivas" en su estudio de árboles singulares); robles quejigos; un importante sabinar de la especie protegida sabina albar y un interesante conjunto boscoso de robles marojos. 
Entre la fauna de mamíferos se pueden destacar jabalíes, jinetas, tejones, corzos, garduñas, zorros, gatos monteses etc. Entre las aves hay que destacar el buitre leonado, el águila real, el cernícalo, la abubilla y la alondra de Dupont, aunque la lista completa sería demasiado extensa.

## Demografía
| Gráfica de evolución demográfica de Palazuelos entre 1842 y 1960 |
| |
| Población de derecho según los censos de población del INE Población de hecho según los censos de población del INEEntre el censo de 1970 y el anterior, este municipio desaparece porque se integra en el municipio Sigüenza |

Según la clasificación jurídica tradicional de las localidades castellanas tiene la calificación de villa, tal y como se puede leer en una inscripción a la entrada del pueblo desde el este (conocida como “Puerta de la Villa”). Esta calificación quiere decir que Palazuelos poseía concejo municipal y jueces (alcaldes) propios, lo que queda materializado simbólicamente en la existencia del rollo-picota (para ajusticiar a los reos que así fuesen condenados) en la plaza Mayor. Palazuelos perdió su condición de municipio durante la dictadura franquista, permaneciendo desde entonces adscrita al Ayuntamiento de Sigüenza que la administra como pedanía (aunque exista de un "alcalde" que es nombrado por el de Sigüenza, en ocasiones tras una consulta popular).
La población censada en la actualidad no alcanza el centenar de personas, la mayoría de ellas de edad avanzada. En documentos históricos, como en las Respuestas al Catastro del Marqués de la Ensenada, se hable de unos trescientos vecinos (lo que equivaldría a una población de unas 1000 personas).
La población activa se dedica mayoritariamente a actividades de ganadería (ovino y caprino) y agricultura, produciéndose trigo, cebada, girasol, etc. Existe una empresa familiar dedicada a la agricultura ecológica. En el sector servicios se construyó un alojamiento rural dentro del recinto amurallado que está actualmente cerrado. Fuera del casco urbano pero dentro del término, en la carretera Sigüenza-Atienza, sí que se encuentra un Mesón-Hotel Rural de cierto renombre en la comarca.

## Historia

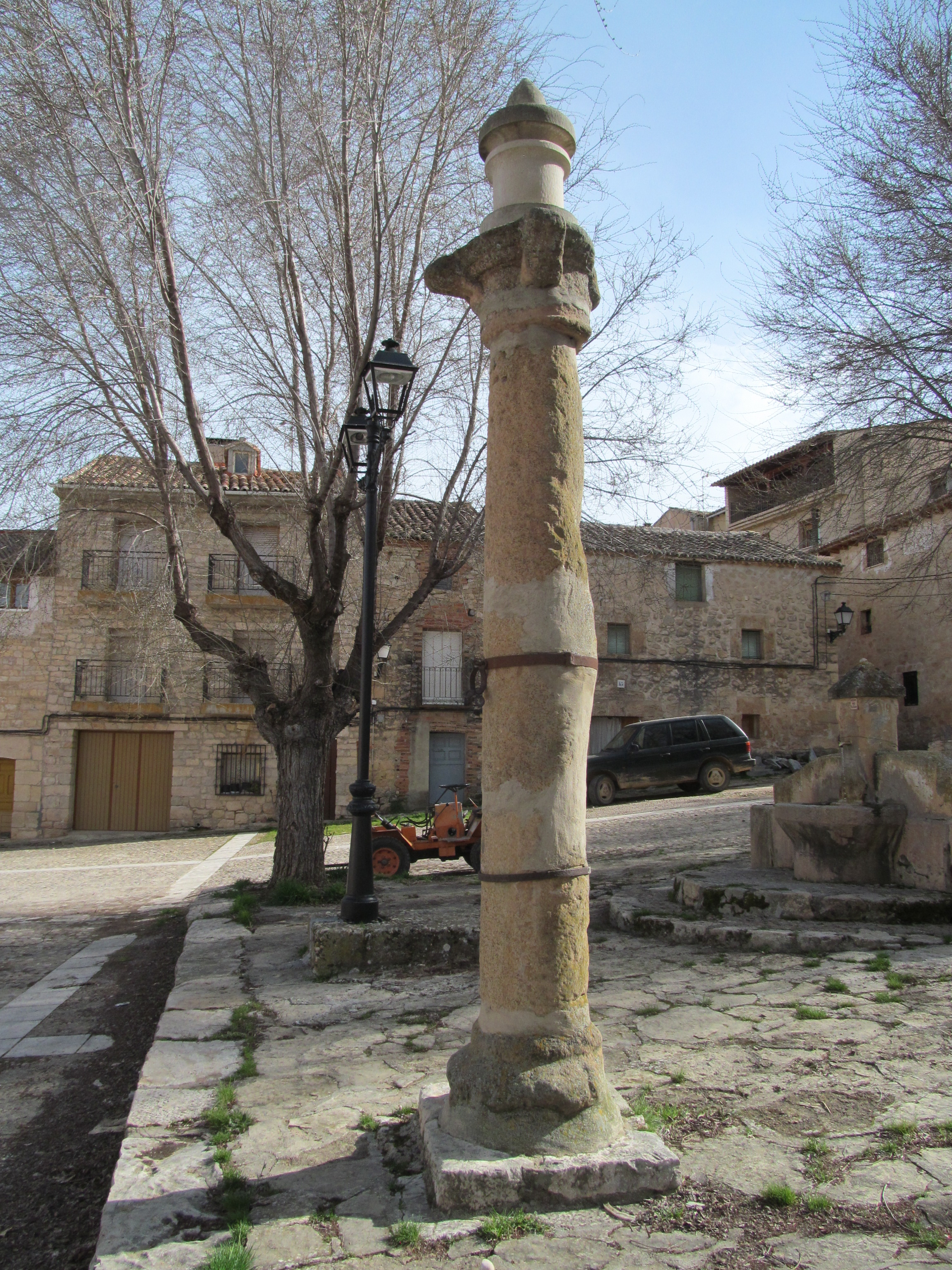
Rollo

Los asentamientos prehistóricos de la zona, entre los que destacan los de la cueva del Mediodía en la vecina localidad de Ures, remontan la historia de Palazuelos a la de la presencia humana en la comarca.  La localidad debió permanecer habitada en épocas prerromana (integrada en las tierras de los arévacos), romana, visigoda y musulmana; pero de cada una de ellas apenas quedan restos. 
Es con la Edad Media y el avance de la Reconquista cuando Palazuelos comienza su andadura propiamente histórica, es decir documentada, formando parte, en un primer momento de la "Tierra y Común" de Atienza.
Su historia está íntimamente unida a la de sus múltiples señores, una vez que Alfonso X el Sabio enajenó la localidad del realengo de la Comunidad de Villa y Tierra de Atienza para donarla a su amante Mayor Guillén de Guzmán, quien la legó a doña Beatriz —que será después reina de Portugal—  y esta a su vez a su hija Blanca que la vendió al infante don Pedro, pasando de este, por venta al obispo Simón Girón de Cisneros, a pertenecer al Señorío Episcopal de Sigüenza.
En la segunda mitad del siglo XIV Palazuelos fue vendido a la Casa de Mendoza, figurando, en 1380,  entre los bienes del Mayorazgo que Pedro González de Mendoza funda a favor de su hijo Diego Hurtado, de quien pasó en 1404 a su hija Aldonza de Mendoza.
A mediados del siglo XV, Íñigo López de Mendoza —hermanastro de Aldonza— comenzó a levantar el castillo y murallas, obra que terminó su hijo Pedro Hurtado de Mendoza (los escudos de éste, señor de Tamajón y adelantado de Cazorla, y de su esposa, Juana de Valencia, se pueden contemplar en las Puertas de la Villa y de El Monte). Palazuelos estuvo desde entonces definitivamente ligado, dentro de la familia de los Mendoza, a la estirpe del duque del Infantado, como lo atestiguan las Respuestas Generales del Catastro de la Ensenada de 1752.
Durante toda la época del señorío, los habitantes de Palazuelos debían pagar anualmente por el derecho a conservar su carácter jurídico de villa, esto es: el derecho a organizarse y administrar justicia de forma no dependiente del señor. Con la abolición general de los señoríos, en el siglo XIX, la villa comienza su andadura como municipio independiente. Durante gran parte de dicho periodo estuvo gobernada por políticos de tendencia "romanonista".
Tras la guerra civil española (situado en el frente de la batalla de Guadalajara) y en la segunda mitad del siglo XX, Palazuelos (como otras localidades del interior de Castilla) sufrió un grave fenómeno de despoblamiento, el llamado éxodo rural, al marchar los jóvenes a vivir a las nacientes grandes ciudades (particularmente a Madrid pero también a Zaragoza, Barcelona, Guadalajara y Alcalá de Henares) ante la falta de posibilidades que ofrecía el trabajo agrícola. El municipio de Palazuelos desapareció en 1963, al ser incorporado, junto a los de Moratilla de Henares, Guijosa, Alcuneza, Pelegrina y Pozancos, al término municipal de Sigüenza.
En la actualidad, el retorno de aquellos que emigraron en las primeras décadas de la segunda mitad del siglo XX junto con la dignificación del trabajo agrícola desde el ingreso de España en la Unión Europea, han permitido un cierto renacer de la población. Sin embargo permanecen las tendencias al agrupamiento de la población joven en centros urbanos más dinámicos (que ahora se ejemplifican en la ciudad de Sigüenza que, como la capital del municipio, acumula todos los servicios básicos esenciales: educativos, sanitarios, vivienda pública, laborales...) lo que compromete el futuro a medio plazo de la localidad.
Las medidas de protección con las que ha ido contando el caso histórico de la localidad fueron recogidas y adaptadas por el decreto 19/2002 de la Junta de Comunidades de Castilla-La Mancha con la figura de Bien de Interés Cultural con la categoría de Conjunto Histórico.

## Monumentos
La villa de Palazuelos es un importante centro monumental en la provincia de Guadalajara, fundamentalmente por su conjunto fortificado. Además, la Villa se haya enclavada en varias rutas turísticas establecidas por la Junta de Comunidades de Castilla-La Mancha: la Ruta del Románico de la Marca Media, el Camino de Don Quijote (concretamente en su tramo décimo), uno de los tramos de la Ruta de los Castillos etc.

### El castillo y las murallas de Palazuelos
- Las murallas de Palazuelos conforman uno de los complejos fortificados medievales más sobresalientes de toda Castilla por su singularidad (defienden una población comparativamente pequeña y no particularmente estratégica) y por su excepcional estado de conservación (aunque en los últimos años su deterioro esté progresivamente acentuándose). El recinto circunda totalmente la villa, cubriendo una longitud de algo más de un kilómetro. Están construidas con fuerte argamasa y sillarejos. Muestran, de trecho en trecho,  cubos o torreones de refuerzo adosados a los lienzos de la muralla propiamente dicha que en su base presentan saeteras. Sólo dos de los cubos conservan las molduras que los adornaban en su cúspide. Tres de las cuatro puertas que dan acceso al pueblo se presentan cómo proyecciones con dobles portalones reforzadas por cubos. Curiosamente las dobles puertas se cierran por el interior de la proyección, por lo que las murallas permitían tanto defender la villa de ataques externos cómo para encerrar a la población, en el caso de desavenencias con el señor de la villa.  Gran parte de las casas de la villa se apoyan en los lienzos de la muralla, aunque por el lado de externo de la población es posible seguir su recorrido casi en su totalidad. Sin embargo, la muralla se mantiene como una propiedad privada distinta de las casas que se apoyan en ella, añadiendo un nuevo punto de complejidad a la hora de su conservación.

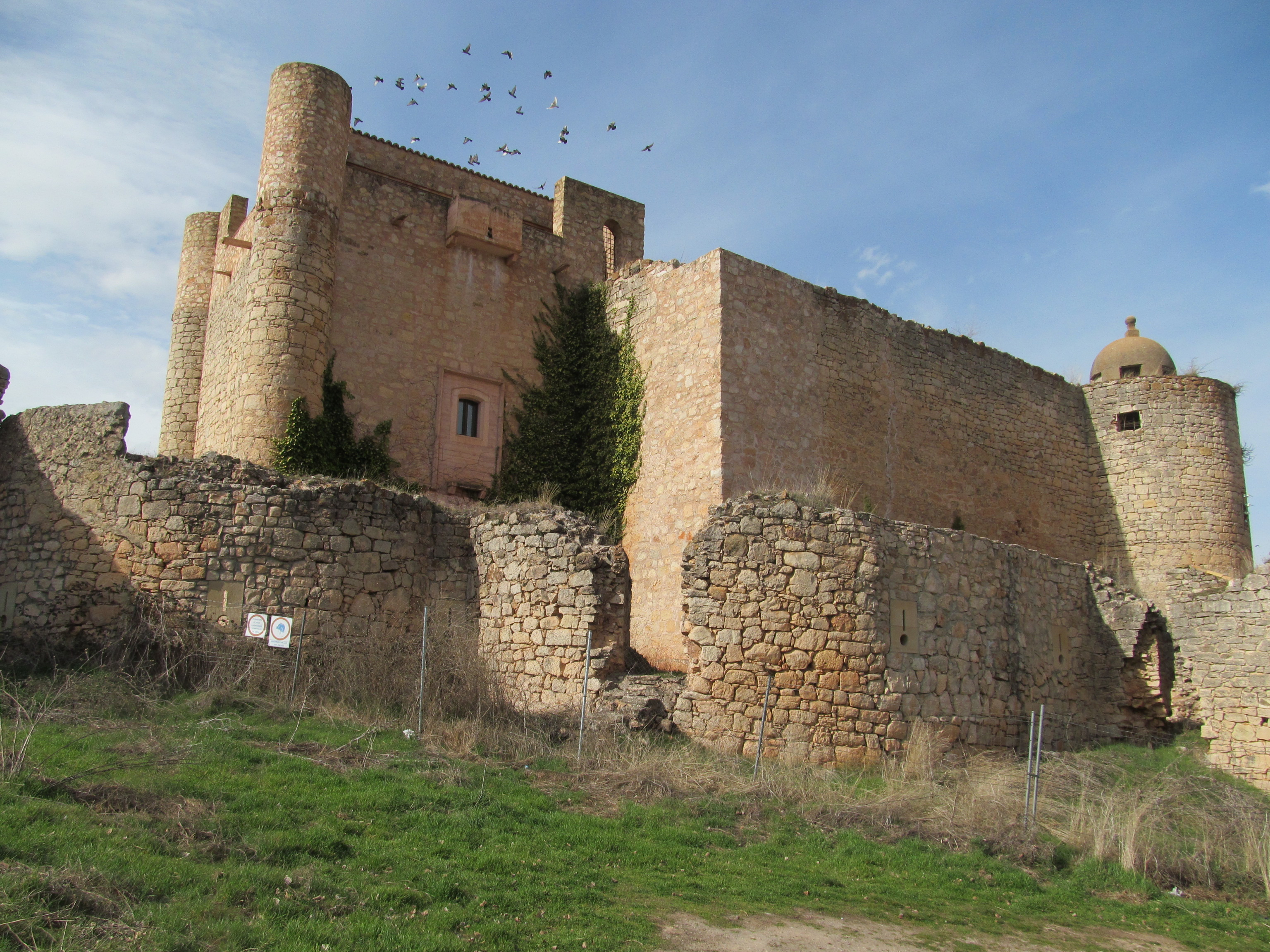
Castillo de Palazuelos

- El castillo de Palazuelos fue mandado construir por el marqués de Santillana y su estilo recuerda mucho al de Manzanares el Real (atribuyéndose su obra a Juan Guas,[16] autor de éste y de otros castillos de los Mendoza).  La fábrica del castillo se alza inserta en la muralla, en su costado noreste.  Le rodea una barbacana baja a la que se accede desde la villa por una puerta que tuvo puente levadizo. El recinto interior tiene un paseo de ronda con torres en los ángulos y gran torre del homenaje adosada al muro del poniente.  En la actualidad es una propiedad privada, la Torre del Homenaje ha sido reconvertida en vivienda particular y se siguen realizando distintos trabajos de restauración. No admite visitas. El 15 de junio de 1951, se declara monumento Histórico-Artístico al Castillo y Murallas de la Villa de Palazuelos, reconociéndose así su interés nacional. Esta declaración fue completada con la de Bien de Interés Cultural por decreto, 19/2002 de 22 de enero de dicho año, de la Junta de Comunidades de Castilla-La Mancha.[1]

### Edificios religiosos
- Iglesia parroquial de San Juan Bautista. El edificio actual es una reconstrucción del siglo XVI de una iglesia anterior. Es un edificio muy sencillo, con espadaña triangular y puerta románica de arco de medio punto, protegida por un sencillo pórtico. En su interior destaca el retablo principal barroco, obra del maestro seguntino de arquitectura y talla Juan de Sancho (1670-1726) y sufragado por Lucas del Olmo y Monje.[8][17]  Cuenta con un precioso artesonado de madera, con motivos geométricos (que hacen pensar en una posible influencia mudéjar). La población de la villa de Palazuelos se está volcando en las necesarias obras de  restauración de la iglesia de San Juan Bautista que en 2007 culminaron su primera fase con el remozamiento del tejado y la limpieza del artesonado. Cercana a ella se encuentra la Casa del curato, actualmente desocupada al residir los párrocos en Sigüenza, que conserva un bello escudo labrado con el emblema del jarrón con azucenas del obispado seguntino y un balcón de madera labrada.
- Ermita-humilladero de la Virgen de la Soledad, se levanta extramuros de la villa, a unos 200 metros. Fue construida seguramente por los cofrades de la “Vera Cruz”, estando documentada ya a mediados del siglo XVI. Tiene planta cuadrada con macizos contrafuertes y un hermoso pórtico columnado que da acceso a la capilla y cobijo al caminante. La imagen de la Dolorosa y una magnífica talla de Cristo yacente son dignas de ser vistas.

### El entramado urbano
La villa de Palazuelos en sí misma es ya de por sí un verdadero museo viviente, con sus casas campesinas tradicionales (muchas adornadas con bellos esgrafiados que representan símbolos solares que entroncan con los más que remotos ancestros celtíberos), sus fuentes y sus rincones. 
- Plaza Mayor. Es amplia, con una bella fuente en su centro y buenos ejemplos de arquitectura popular. Al lado de la fuente se alza el rollo compuesto de basa redondeada y columna cilíndrica que estaba rematado por una especie de capitel sobre el que reposaba una doble bola a la vertical (actualmente perdida).
- Puerta de la Villa. Probablemente uno de los rincones con mayor encanto de toda la villa. La calle Real sale del extremo norte la plaza Mayor y se dirige hacia el este. Pasada la "Fuente de los Siete Caños" (de sencilla factura, pero muy armónica) se convierte en la calle de San Roque y se puede apreciar la espléndida imagen que conforma la Puerta de la Villa a su final. Su arco, algo más apuntado que los restantes de la muralla (para dejar espacio a las casa de los flancos) enmarcan la hornacina con la imagen de San Roque, rodeada de hiedra. Esta zona conforma un barrio con una personalidad muy acusada, a pesar del pequeño tamaño de la localidad.

## Cultura
La villa de Palazuelos posee una marcada personalidad propia en el entorno natural de la comarca de la Tierra de Atienza y Sigüenza, este rico folclore se expresa en sus tradiciones religiosas, sus abundantes fiestas, su cancionero típico, y la voluntad de sus habitantes por conservar su estilo de vida pese al éxodo rural. Como única transcendencia de importancia de Palazuelos a la Cultura en general hay que citar al personaje literario Onofre Caballero, protagonista de la novela picaresca del Siglo de Oro El guitón Onofre de Gregorio González, nació (literariamente hablando) en Palazuelos... "llamado por mal nombre Engañapobres". La reabierta biblioteca de la villa de Palazuelos lleva por nombre "Guitón Onofre". 

### Fiestas y tradiciones
A principios de los años 1980 (coincidiendo con la recuperación de la democracia), el regreso intermitente de la población emigrada en fines de semana y vacaciones propició un clima de bonanza que culminó con la recuperación de las fiestas patronales en honor de  San Juan Bautista. Actualmente se siguen celebrando, en el fin de semana más cercano al 24 de junio, con animados bailes, en la plaza Mayor, y toda clase de actividades de ocio (como la procesión de la imagen del Santo a la salida de misa). La recuperación de las fiestas patronales se completó con la revitalización de todas las demás fiestas del calendario religioso entre las que destacan:

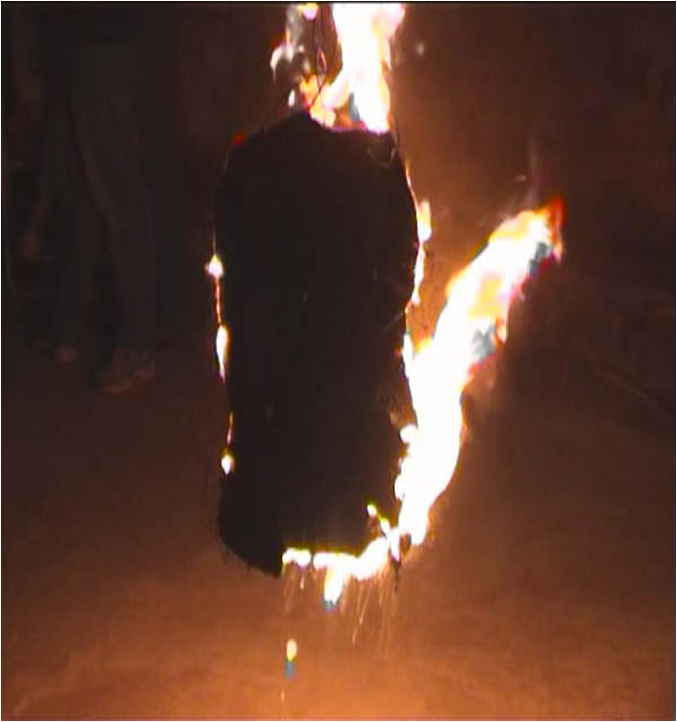
Quema del boto en Palazuelos

San Roque y la « Quema del boto » (medianoche del 15-16 de agosto). Es una tradición singular en el culto a este Santo. En recuerdo del voto o promesa hecha al Santo -con motivo, seguramente, de la curación de alguna peste que azotaba a la villa- de honrarle como patrón y celebrar anualmente su fiesta se ha desarrollado, por homofonía,  la costumbre de quemar dicho día un boto impregnado de pez en el arco de la Puerta de la Villa, ante la hornacina con la imagen del Santo Patrón en la "Puerta de la Villa". No se tienen referencias precisas del inicio de la tradición, aunque probablemente fuese entre los siglos XV y XVI según Adrián Blázquez (historiador, Universidad de Pau). De igual manera, no se conocen otros actos similares en ninguna de las muchas localidades que conmemoran un voto a San Roque, protector frente a las enfermedades. En la actualidad, la Asociación Cultural La Quema del Boto, organiza la secular Quema del boto y otros actos, como el tradicional campeonato de tanguilla. Es interesante destacar que, a pesar de su pequeño tamaño, Palazuelos posee dos santos patronos: San Juan Bautista es el patrón de la parroquia y en su honor es la fiesta mayor, pero San Roque es considerado el patrón de la población y para los vecinos de la "Puerta la Villa" es, sin duda, el santo principal de Palazuelos.
Semana Santa. La villa de Palazuelos conserva una Semana Santa muy activa en comparación con otros pequeños pueblos del norte de Guadalajara. Los actos religiosos comienzan con la procesión del Domingo de Ramos, que en Palazuelos se realizan con ramas de buje. La Procesión del Santo Entierro es el acto más emotivo: se realiza la noche del Viernes Santo y recorre la villa y sale de ella en la noche iluminada por antorchas para llegar a la ermita de La Soledad, donde se dejan los pasos del Santo Sepulcro y de la Virgen que da nombre a la ermita y se vuelve al pueblo con la imagen de La Tapada. De regreso a la iglesia se entonan cánticos. El Domingo de Resurrección se realiza la Procesión de El Encuentro: las mujeres llevan La Tapada por la parte alta de la villa y los hombres acompañan a los niños que transportan al Niño Jesús por la calle Mayor. En distintos tramos las procesiones se saludan a través de las calles que cruzan, al son de una canción propia de esta procesión. En la plaza Mayor confluyen las dos procesiones y se da el encuentro y La Tapada se quita el "manto de luto" para mostrar la talla de la Virgen de la Estrella. En ese momento es cuando se produce la Quema del Judas, muñeco de paja con forma de hombre, que ha sido colgado en medio de la plaza y al que se prende fuego, como castigo por su traición, entre el regocijo de chicos y grandes.
Pero también son muy celebradas la puesta del Mayo,  la Bendición de Campos, la Romería a Mirabueno, y el día de Nuestra Señora del Rosario, que es la patrona, y en la que se celebra el popular “remate” de objetos para recaudar dinero para la hermandad de la Vera Cruz (que gestiona los bienes religiosos de la Villa).

### Museos

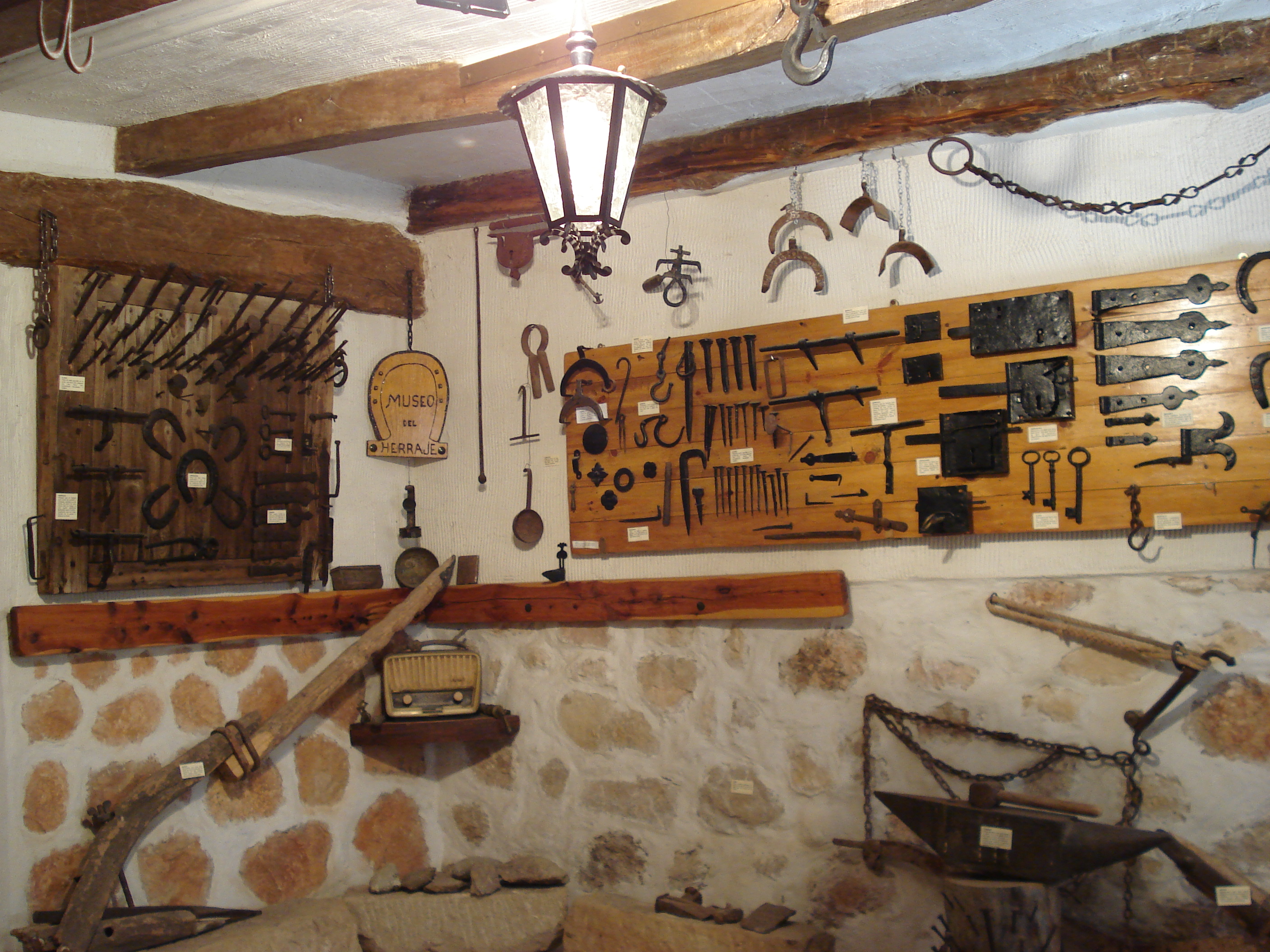
Museo del Herraje de Palazuelos

Palazuelos cuenta con dos hermosos y surtidos museos especializados, fruto del esfuerzo individual de dos vecinos de la villa que se encargan de su mantenimiento y de su apertura al público en la medida de sus posibilidades. 
- Museo de Instrumental Agrícola y Pastoril,[19] se encuentra ubicado en medio de la calle Mayor. En él pueden contemplarse y admirar la práctica totalidad de las herramientas agrícolas y pastoriles tradicionales utilizadas aún por nuestros abuelos e incluso por nuestros padres: trillos, arados, escardillos, horcas, zoquetas, cedazos, cencerros y otras esquilas para las ovejas, instrumentos para trabajar el cáñamo, etc.
- Museo del Herraje,[20] situado en la Puerta de la Villa, en él se recogen todo tipo de objetos de hierro realizados manualmente por los distintos herreros que han ejercido en el pueblo, en la fragua concejil vecina.  Allí encontramos: cerraduras con sus respectivas llaves, cuchillos, garfios, clavos para adornar las puertas, herraduras para los animales de tiro y carga y los clavos especiales para ellas, cerrojos, etc.

### La Asociación Cultural "Murallas de Palazuelos"
Con el objetivo originario de emplear el dinero excedente que generaban las fiestas de San Juan, en 1990 los vecinos de Palazuelos (habitantes y emigrados) crearon la Asociación Cultural Murallas de Palazuelos. Actualmente se haya independizada de las fiestas patronales y se encarga de extender el conocimiento de Palazuelos entre vecinos y sociedad en general y, dentro de esa intención, promueve el estudio y la publicación de textos sobre la Villa y sus tradiciones. 
Asimismo, la Asociación organiza y promueve diversas actividades de promoción cultural. Organiza o colabora con las distintas festividades tradicionales de la villa, y realiza distintas actividades de extensión cultural en el ámbito de las artes y de las ciencias naturales (a base de conferencias, exposiciones y montaje de espectáculos artísticos). Por último promueve distintos actos festivos y de hermanamiento entre los socios, pero abiertos a todos los palazueleños. 
Estas funciones tienden a distribuirse a lo largo del año, aunque básicamente se sustancian en dos acontecimientos esenciales:
- Semana Cultural. Se celebra en la segunda quincena de agosto con conferencias, exposiciones,  manualidades, actos juveniles, competiciones deportivas, recitales, representaciones teatrales, excursiones etc.
- Matanza del cerdo (durante el puente de la Fiesta de la Constitución), uno de los acontecimientos mayores de la vida tradicional del pueblo, se ha convertido en una fiesta de hermanamiento en la que se intenta conservar el recuerdo de los saberes y sabores antiguos como las sabrosas migas, los lomos, costillas, picadillo de chorizo etc.

De igual manera, la Asociación trata de promover el arreglo y la recuperación de los símbolos e infraestructuras del pueblo (en las que destacan el arreglo de las antiguas escuelas, la restauración del rollo y la recuperación de la antigua biblioteca escolar).

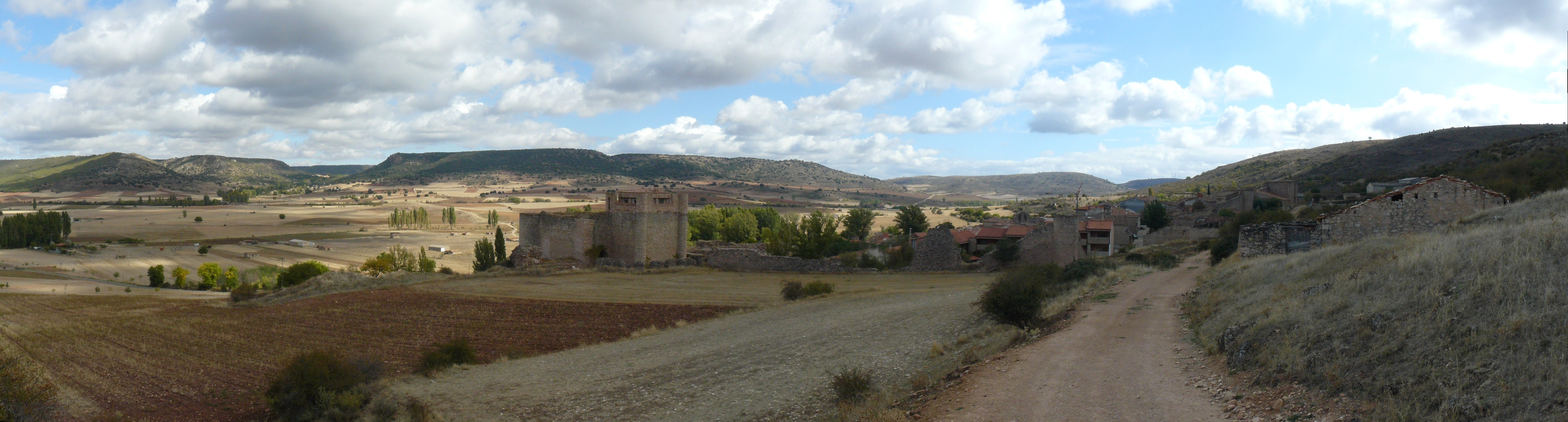
Vista de Palazuelos con el castillo y la muralla en primer plano